# Ichirō Mihara
Ichiro Mihara (三原 一郎 Mihara Ichirō?, Icchan) es un personaje de las series de manga y anime Angelic Layer y Chobits creada por Clamp. Es el creador de los Ángeles de Angelic Layer y los Chobits. 
Viene de Osaka, lo cual explica su gracioso carácter y excentricidades.

## Ichiro en Angelic Layer
Ichiro se aparece como un personaje estrafalario ante Misaki Suzuhara, apodándose Icchan para que no lo reconozca. Es el famoso creador de los ángeles de Angelic Layer, lo hace porque está enamorado de Shuuko Suzuhara, madre de Misaki, para que ella pueda caminar. 
Es terriblemente sarcástico y trabaja junto a sus asistentes Masaharu Ogata y Hiromi Fujimori. Le encanta torturar a Masaharu por torpe y lo castiga haciéndolo hacer cosas como vestirlo de kigurumi, ponerle un pulpo en sus pantalones, hacerle bromas pesadas, despertarlo a su celular desde muy tarde y fingirse el muerto.
Tiene lengua de gato en el manga y no puede comer ramen caliente. Esto se ve cuando le pide un ramen a Masaharu y este se lo trae caliente. Icchan le escupe el ramen en la cara y le ordena que lo enfríe.
Se le declara a Shuuko pero no lo deja claro y no pueden llegar a estar juntos. Tiene un medio hermano, Ohjiro Mihara, quien está enamorado de Misaki en el anime, pero lo molesta mucho en el manga

## Ichiro en Chobits
Años después de los eventos de Angelic Layer, Ichiro trabajaba con Chitose Hibiya, de la cual se enamora y se casa con ella, pero ya que ella no podía tener hijos Ichiro creó a Freya y a Elda la cual después tiene por nombre Chii.
Freya se enamoró de su padre, Ichiro, y en el anime, no quiso contárselo y murió de tristeza. En el manga le confiesa su amor pero este le dice que el ama a Chitose. Poco después de la muerte de Freya y la borrada de memoria de Chii, Ichiro se enferma y muere.
En esta serie él está muerto dejando sola a Chitose Hibiya razón por la cual no se sabe mucho de lo que pasó en esos años.

## Ichiro en Kobato
En Kobato no se sabe si Ichiro sigue vivo, ya que en dicho manga aparecen Chitose, Chiho y Chise (Freya y Elda), pero hasta el momento no se hace mención alguna de Ichiro (Hay que recordar que el mundo de Kobato, y el de Chobits son diferentes, mundos paralelos como nos muestran en Tsubasa Chronicle).
- Datos: Q5857862